# Buccinum amaliae
Buccinum amaliae är en snäckart som beskrevs av Verkruzen 1878. Buccinum amaliae ingår i släktet Buccinum och familjen valthornssnäckor. Inga underarter finns listade i Catalogue of Life.